# Вільям Бетсон
Вільям Бетсон (англ. William Bateson; 8 серпня 1861 — 8 лютого 1926) — англійський біолог-антидарвініст, прихильник менделізму. Праці присвячені питанням порівняльної анатомії та спадковості. Запропонував термін «генетика». У 1911 році заснував англійський генетичний журнал. Погляди Бетсона критикував К. А. Тімірязєв.
Батько відомого антрополога та засновника кібернетики Грегорі Бейтсона.

## Життєпис
Бетсон народився 1861 року в Вітбі на узбережжі Йоркширу, у сім’ї Вільяма Генрі Бейтсонаб магістра коледжу Сент-Джонса в Кембриджі. Він навчався в школі Регбі та в коледжі Сент-Джона, де в 1883 році здобув ступінь бакалавра з природничих наук.
Зайнявшись ембріологією, він поїхав до Сполучених Штатів, щоб дослідити розвиток Balanoglossus, червоподібного напівхордового, що привело його до інтересу до походження хребетних. У 1883—1884 роках працював у лабораторії Вільяма Кіта Брукса в Чесапікській зоологічній лабораторії в Гемптоні, штат Вірджинія.  Повернувшись від морфології до вивчення еволюції та її методів, він повернувся до Англії та став науковим співробітником Сент-Джонса. Вивчаючи генетичне різноманіття і спадковість, він подорожував західною частиною Центральної Азії.

## Наукові праці
- Materials for the study of variation treated with especial regard to discontinuity in the origin of species. — London : Macmillan and Co, 1894.
- Mendel’s principles of heredity. — Cambridge : Cambridge University Press, 1902.
- Mendel’s principles of heredity. — Cambridge : Cambridge University Press, 1909.
- Mendel’s principles of heredity. — Cambridge : Cambridge University Press, 1913.
- Problems of genetics. — London : Humphrey Milford, 1913.
- Scientific papers of William Bateson / R. C. Punnett. — Cambridge : Cambridge University Press, 1928. — Vol. 1—2.